# Ana María Groot
Ana María Groot de Mahecha, née le 29 août 1952 à Bogota, est une historienne, archéologue et anthropologue colombienne. Elle est également professeur agrégée au département d'anthropologie de l'université nationale de Colombie.
Ana María Groot a publié plusieurs travaux sur l'archéologie et l'anthropologie de peuples indigènes précolombiens tels que ceux de Tierradentro, de San Agustín et du Nariño. Elle a également écrit sur les Tayronas et les Muiscas.

## Œuvres
Ana María Groot a écrit plusieurs livres :
- 1989 : Colombia prehispánica: regiones arqueológicas; chapitre I, VIII, IX
- 1991 : Intento de delimitación del territorio de los grupos étnicos pastos y quillacingas en el altiplano nariñense
- 1992 : Checua: Una secuencia cultural entre 8500 y 3000 años antes del presente
- 2006 : Arqueologia y patrimonio : conocimiento y apropiacion social
- 2008 : Sal y poder en el altiplano de Bogotá, 1537-1640 (Bogotá, Universidad Nacional de Colombia)[1].